# Salzmünde
Salzmünde is een plaats en voormalige gemeente in de Duitse deelstaat Saksen-Anhalt, en maakt deel uit van de Landkreis Saalekreis.
Salzmünde telt 2.549 inwoners.